# Cove Rock
Der Cove Rock (in Argentinien Roca Bóveda von spanisch bóveda ‚Wölbung, Gewölbe‘) ist eine kleine und niedrige Felseninsel im Archipel der Südlichen Shetlandinseln. Sie liegt 5 km westlich der Halbinsel North Foreland von King George Island.
Wissenschaftler der britischen Discovery Investigations kartierten den Felsen 1937 und benannten ihn deskriptiv als Cone Rock (englisch für Kegelfelsen). Vermutlich bedingt durch einen Übertragungsfehler erschien er unter der heute gültigen Bezeichnung in einer Veröffentlichung des United Kingdom Hydrographic Office.